# 雄鷹中隊
雄鷹中隊（英語：Eagle Squadrons）是由一群美国飛行員於不列顛戰役發生期間自發性前往英国協助英國皇家空軍抵抗德國空軍襲擊的志願者組成之戰鬥組織。

## 歷史
1939年，一位美軍上校查爾斯·斯威尼有了組成一支由美國志願者們構成之中隊前往歐洲與納粹德國作戰的構想。在查爾斯·斯威尼積極地招募下，總共有30餘名美國人於1940年5月之前抵達法國，然而這群美國飛行員卻沒機會在法國作戰，以致其中有數人轉往英國。
查爾斯·斯威尼的侄子此時住在英國，他也招募了居住於倫敦的一群美國人，並且有在英國皇家空軍中成立一支由這群美國飛行員組成之中隊的想法，他將自己的想法向皇家空軍提出，至1940年7月，皇家空軍同意將少數已經在英國皇家空軍服役的美國人，加上一群新進之美國人，組成專屬美國人的戰鬥機中隊，並正式命名為雄鷹中隊。1940年9月，第一支雄鷹中隊成立，是為第71中隊。接下來陸續成立了第121中隊和第133中隊。這時，查爾斯·斯威尼已經招募了大約50名飛行員。
第71中隊於1941年2月5日開始執行任務，1941年7月21日，該中隊飛行員威廉·R·鄧恩在法國里耳上空擊落一架Bf 109戰鬥機，這是第71中隊之第一項戰果。 
至於第121中隊的第一項戰果，是於1941年9月15日擊落一架德軍飛機。第133中隊則是於1941年7月31日擊落第一架Bf 109戰鬥機。 
到1942年9月底，雄鷹中隊宣稱擊落了超過70架德軍飛機，所付出的代價為77名美國人和5名英國人陣亡。
1942年9月29日，雄鷹中隊所有的三個中隊從英國皇家空軍轉移到美國陸軍航空軍第八航空隊。總共約有100名雄鷹中隊之飛行員陣亡、失踪或被俘。